# Андре Зіґфрід
Андре́ Зіґфрід (фр. André Siegfried; 21 квітня 1875 — 28 березня 1959) — французький академік, географ і політичний письменник, найбільше відомий англомовним читачам за своїми коментарями до американської, канадської та британської політики. Піонер електоральної соціології.

## Життєпис
Він народився у французькому Гаврі в сім'ї Жюля Зіґфріда, французького міністра торгівлі, заступника Нижньої Сени і мера Гавра, та Жюлі Пюо-Зіґфрід, президента Національної ради французьких жінок. Андре Зіґфрід навчався у ліцеї Кондорсе. Спочатку приваблений політикою, як і його батько, він відмовився від неї після кількох невдач, включаючи чотирьох на виборах до законодавчих органів (1902, 1903, 1906 і 1910 роках).

### Політична діяльність
Вільнодумець і протестант, за часів закону Комба, що забороняв релігійним конгрегаціям викладати (1904), та закону про відокремлення церкви і держави (1905), написав есе про канадське суспільство, в якому засудив конфесійні школи й вплив релігії у суспільстві. Спершу піддана критиці з боку теолога Домініка-Сесла Ґонтьє, його праця була сприйнята деякими як надто критична, тим часом як інші вважали її точним відображенням релігійного минулого Канади.
Займаючись політикою разом із незалежними радикалами і лівими республіканцями, Андре Зіґфрід представився 1902 року у Нижніх Альпах, у виборчому окрузі Кастеллан, представником якого був прогресивний антидрейфусар Боні де Кастеллан. Переможений останнім, Зіґфрід звинувачує його у наклепі та домагається скасування виборів 7 листопада. Однак на додаткових виборах 25 січня 1903 Зіґфрід знову зазнає поразки з різницею у понад 500 голосів.
Під час виборів 1906 року він балотувався у 2-му виборчому окрузі Гавра проти ще одного прогресивного республіканця Луї Бріндо, який зрештою його переміг у першому турі, набравши 9 194 голоси проти 7 696.
У грудні 1909 року він прагнув посади генерального радника в 4-му кантоні Гавра. Зайнявши друге місце у першому турі після радикально-соціалістичного мера з району Ґравіль-Сент-Онорін, доктора Валентино, він програв у другому турі.
24 квітня 1910 року він востаннє спробував щастя у 2-му виборчому окрузі Гавра. Зайнявши друге місце (з 5715 голосами), випередивши Валентино (4255 голосів), але сильно відставши від Бріндо (8758 голосів), він програв у другому турі з 7687 голосами (проти 10210 за Бріндо).

### Академічна діяльність

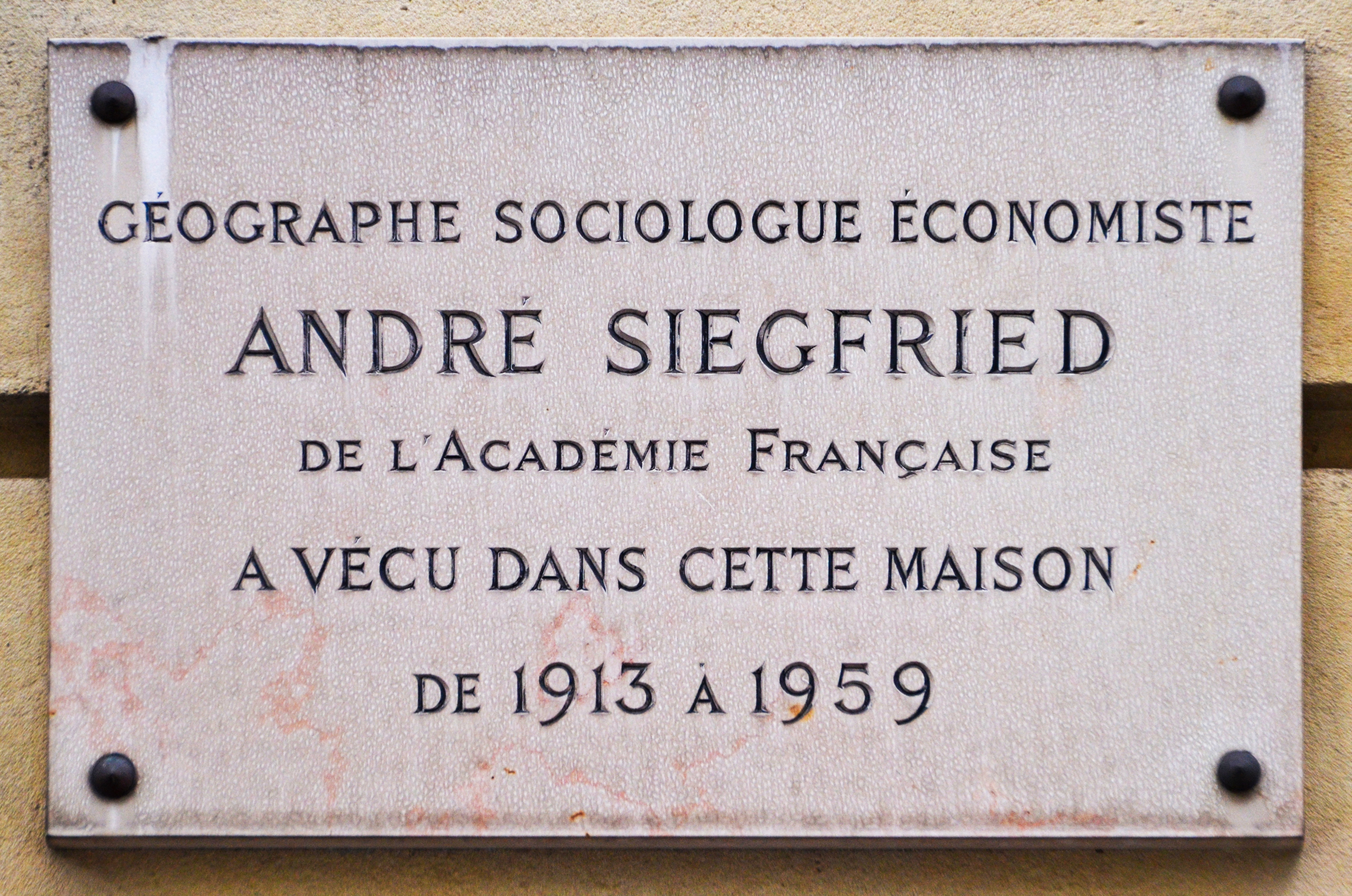
Табличка на вулиці Курті, 8

Викладав із 1911 року у Вільній школі політичних наук у Паризі.
Під час Першої світової війни був перекладачем.
Дуже прив'язаний до свого рідного міста, він стане першим почесним президентом Гаврського інституту економічної соціології і народної психології (засновано 1937 року).
1932 року він був обраний членом Академії моральних і політичних наук. 1933 року отримав катедру економічної та політичної географії у Колеж де Франс. З 1934 року і до своєї смерті він регулярно співпрацював зі щоденною газетою Le Figaro, ставши адміністратором товариства фермерів 1950 року.
Великий офіцер ордена Почесного легіону Андре Зіґфрід був обраний до Французької академії за два місяці після визволення Парижа, 12 жовтня 1944 року, одночасно з Луї де Бройлем і Луї Пастером Валлері-Радо, набравши 13 голосів і зайнявши вакантне місце Ґабріеля Аното (обраного 1897 року). То були перші вибори після німецького вторгнення. Академія, в якій протягом чотирьох років налічився десяток померлих членів і кілька інших членів, що перебували на засланні або в ув'язненні, змогло тоді зібрати лише сімнадцять академіків, менше за необхідний кворум. Ці вибори, втім, вважалися дійсними і три нові академіки змогли навіть взяти участь у наступних виборах, перш ніж їх визнали на офіційному засіданні. Андре Зіґфрід був прийнятий 21 червня 1945 року герцогом де Ла-Форс.

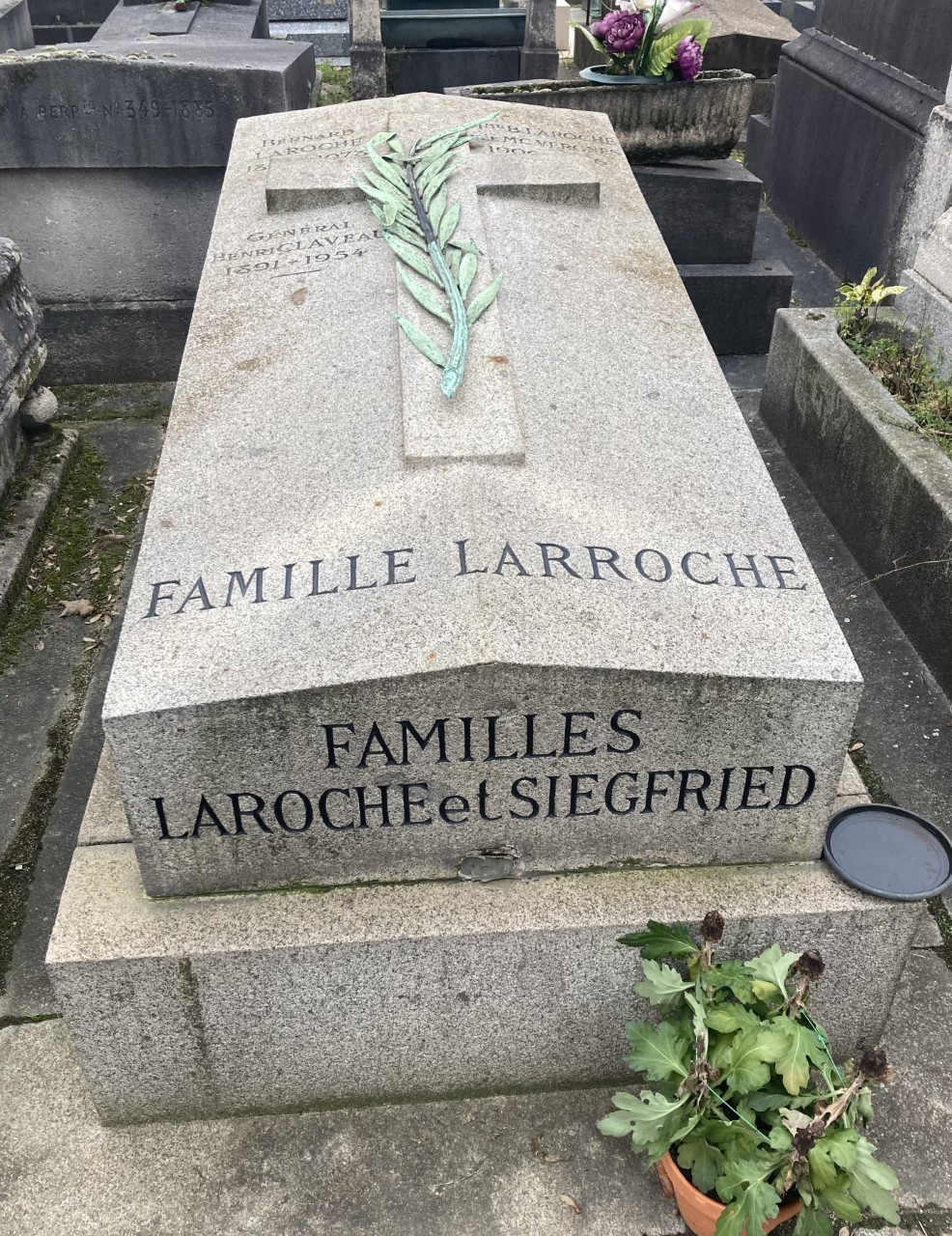
Могила подружжя на цв. Пассі

Він регулярно писав у журналі дипломата Жан-Марка Монґерра «L'Échauguette».
Окрім того, 1945 року Андре Зіґфрід став першим президентом Національного фонду політичних наук. Його авторству належать численні дослідження з англосаксонських країн, Франції та електоральної соціології. Протягом 1920-х років, на своїх курсах в Інституті політичних досліджень він продовжив свої расистські й антисемітські аналізи; деякі з висловлювань:
«Є раси, які асимілюються швидко, інші повільніше, треті зовсім ні.»
«Китайці завжди залишаться чужинцями.»
«Чорна раса залишеться нижчою.»
«Єврей — неплавкий осад у тиглі.»
1954 року він заснував Інститут гуманітарних наук і технологій (Quai de Javel), підготовчий клас для вищих шкіл.
Помер у Парижі в березні 1959 року. Його дружина, уроджена Поль Ларош, померла 1964 року.

## Вшанування
Його ім'ям названо середню школу в Агено і коледж у Сен-Ромен-де-Кольбоск.
15 листопада 1975 року було випущено французьку марку на його честь, дизайн та гравіювання П'єра Ґандона.

## Праці
- Afrique du Sud ; notes de voyage, Paris, A. Colin, 1949
- Albert Schweitzer études et témoignages, Éd. Robert Amadou, Bruxelles, Éditions de la Main jetée, 1951
- Amérique latine, Paris, A. Colin, 1934.
- Aspects de la société française, Paris, Pichon, 1954
- Aspects du XXe, Paris, Hachette 1955.
- Cinq propos sur la langue française, with Mario Roques, Paris, Fondation Singer-Polignac, 1955
- Cotonniers aux Indes, Paris, 1950
- Croisade. Conférences contradictoires, with Alfred Wautier d'Aygalliers, Charles Riandey, Union de libres-penseurs et de libres croyants pour la culture morale, Paris, Fischbacher, 1931
- De la IIIe à la IVe République, Paris, B. Grasset 1956
- De la IVe à la Ve République au jour le jour, Paris, B. Grasset, 1958
- Deux Mois en Amérique du Nord à la veille de la guerre (juin-juillet 1914), Paris, A. Colin, 1916.
- Discours de réception à l'Académie française. 16 janvier 1947, Éd. Maurice Garçon, Paris, A. Fayard, 1947
- Discours prononcés dans la séance publique tenue par L'Académie française pour la réception de M. Daniel-Rops, le jeudi 22 mars 1956, Paris, Typographie de Firmin-Didot, 1956
- Édouard Le Roy et son fauteuil, with Henri Daniel-Rops, Paris, A. Fayard 1956
- Edward Gibbon Wakefield et sa doctrine de la colonisation systématique, Paris, Armand Colin, 1904
- En Amérique du Sud: Articles parus dans le Petit Havre de juillet à décembre 1931, Le Havre, Le Petit Havre, 1932
- England's Crisis (London: Cape, 1931)
- Enquête politique, économique & sociale sur la Nouvelle-Zélande, Paris, Bureaux de la Revue politique et parlementaire, 1900
- États-Unis, Canada, Mexique: lettres de voyage écrites au Petit Havre, Le Havre, Le Journal, 1936
- Fourrure et pelletiers à travers les âges, with Jean H. Prat, Paris, Éd. du Tigre 1960
- France, Angleterre, États-Unis, Canada, Paris, Emile-Paul 1946
- Géographie économique. Cours de Université de Paris, Institut d'études politiques, année 1953—1954, Paris, Centre de documentation universitaire, 1954
- Géographie électorale de l'Ardèche sous la 3e République, Paris, Colin, 1949
- Géographie humoristique de Paris, Paris, La Passerelle, 1951
- Géographie poétique des cinq continents, Paris, La Passerelle, 1952
- Histoire politique de la IIIe République. Tome premier, L'avant guerre (1906—1914), with Georges Bonnefous, Paris, Presses universitaires de France, 1956, 1994
- Impressions de voyage en Amérique : 1914, Le Havre, Randolet, 1915
- Impressions du Brésil. Articles parus dans le Petit Havre du 5 au 19 septembre 1937, Le Havre, Impr. du journal le Petit Havre, 1937
- Itinéraires de contagions. Épidémies et idéologies, Paris, Armand Colin, 1960.
- La Civilisation occidentale, Oxford, Clarendon Press, 1945
- La Crise britannique au XXe siècle, Paris, A. Colin, 1931
- La Crise de l'Europe, Paris, Calmann-Lévy, 1935; pub. in trans. as Europe's Crisis (London: Jonathan Cape, 1935)
- La Démocratie en Nouvelle-Zélande, Paris, A. Colin, 1904
- La Dignité humaine, with Russel W. Davenport, Paris, Nouvelles éditions latines, 1958
- La Fontaine, Machiavel français, Paris, Ventadour, 1955
- La Langue française et les conditions de la vie moderne, with Josef Felixberger, Munich, Hueber 1968
- La Mer et l'empire. Série de vingt-deux conférences faites à l'Institut maritime et colonial, Paris, J. Renard 1944
- La Suisse, démocratie-témoin, with Pierre Béguin, Neuchâtel, La Baconnière, 1969
- La Technique et la culture dans une civilisation moderne, Paris, F.N. Syndicats d'ingénieurs et des cadres supérieurs, 1953
- La Zone sterling, with Jean de Sailly, Paris, A. Colin, 1957
- L'Alsace. Photographies originales, with Michel Nicolas, Paris, del Duca 1953
- L'Âme des peuples, Paris, Hachette 1950.
- L'Amérique ibérique, with Jacques de Lauwe, Paris, Gallimard, 1937
- L'Angleterre d'aujourd'hui: son évolution économique et politique, Paris, Grès, 1924.
- L'Angleterre moderne. Le problème social, l'expérience travailliste, with André Philip, Paris, Ed. G. Crès et Cie, 1925
- L'Année politique, 1946 : revue chronologiques des principaux faits politiques économiques et sociaux de la France du 1er janvier 1946 au 1er janvier 1947, Paris : Éditions du Grand Siècle, 1947
- L'Artisanat rural, ses problèmes actuels, with Lucien Gelly, Paris, Institut d'études corporatives et sociales, 1944
- Le Canada, les deux races ; problèmes politiques contemporains, Paris, A. Colin, 1906; pub. in trans. as The Race Question in Canada (London: Eveleigh Nash, 1907)
- Le Canada, puissance internationale, Paris, A. Colin, 1937
- Le Capital américain et la conscience du roi. Le Néo-capitalisme aux États-Unis, with A. A. Berle, and Hélène Flamant, Paris, A. Colin, 1957
- Le Centenaire des services des Messageries Maritimes, (1851—1951), Éd. Jérôme et Jean Tharaud, Paris, Ettighoffer et Raynaud, 1952
- Le Développement économique de l'Amérique latine, Paris, SPID, 1947
- Le Grand changement de l'Amérique (1900—1950), with Frederick Lewis Allen and Roger Blondel, Paris, Amiot-Dumont, 1953
- Le Rôle moral et social d'Israël dans les démocraties contemporaines, Paris, Cahiers d'études juives, 1932
- Le XXe, âge de vitesse, Roma, Centro per lo sviluppo dei trasporti aerei, 1954
- L'Économie dirigée, with Chassain de Marcilly et al. Paris, F. Alcan, 1934
- Les États-Unis d'aujourd'hui: avec 8 cartes et figures, Paris, Librairie Armand Colin, 1927
- Les États-Unis et la civilisation américaine, Paris, Centre de documentation universitaire, 1947
- Les États-Unis tels que je les ai vus il y a cinquante ans et cette année, Conférence prononcée à l'Assemblée générale du G.I.R.E.P. le 25 avril 1956, Paris, 1957
- Les Forces religieuses et la vie politique. Le catholicisme et le protestantisme, with André Latreille, Paris, A. Colin, 1951
- Les Grandes Œuvres politiques de Machiavel à nos jours, with Jean-Jacques Chevallier, Paris, A. Colin, 1960
- Les Principaux Courants de la pensée religieuse en France: conférence prononcée à l'Hôtel Majestic, à Buenos-Aires le 17 septembre 1931, Éd. Buénos-Ayres: Comité Pro-Église Évangélique de Langue Française, 1931
- Les Problèmes ethniques de l'Afrique du Sud: conférence faite à la tribune de l'Université Coloniale de Belgique à Anvers le 21 février 1949, Anvers, Association des Anciens Étudiants de l'Université Coloniale de Belgique, 1949
- Les Questions actuelles de politique étrangère dans l'Amérique du Nord, Paris, F. Alcan, 1911.
- Les Voies d'Israël. Essai d'interprétation de la religion juive, Paris, Hachette 1958
- L'Esprit de l'histoire d'Angleterre, with A. L. Rowse, Paris, R. Julliard 1951
- L'Occident et la direction spirituelle du monde. (Allocution prononcée le vendredi 18 novembre 1932.), Neuilly, La Cause, 1932
- L'Œuvre scientifique d'André Siegfried, Paris, Presses de la Fondation nationale des sciences politiques, 1977
- Mes Souvenirs de la IIIe république. Mon père et son temps, Jules Siegfried, 1836—1922, Paris, Presses universitaires de France, 1946
- Mes Souvenirs d'enfance, Bourges, Tardy, 1957
- Mon Village sous la IVe République, Éd. Henri Baudet, Corrie Siohan-Psichari, Groningen, 1965
- Normandie, with Noël Le Boyer, Paris, Hachette 1957
- Nous sommes restés des Hommes, with Sidney Stewart, Québec, Le Club des livres à succès, 1950, 1961
- Pourquoi la Mission ? Éd. Marc André Boegner, Paris, Société des Missions Évangéliques, 1950
- Progrès technique et progrès moral, Éd. Nicolas Berdiaeff, Neuchâtel, La Baconnière, 1948
- Quelques Maximes, Paris, J. Haumont, 1946
- Quelques Règles à observer dans le travail, [S.l.s.n.], 1900—1977? 11
- Qu'est-ce que l'Amérique ?, Paris, Flammarion 1938.
- Savoir parler en public, Paris, Michel 1950.
- Suez, Panama et les routes maritimes mondiales, Paris, A. Colin, 1940
- Tableau des États-Unis, Paris, A. Colin, 1954.
- Tableau des partis en France, Paris, B. Grasset 1930
- Tableau politique de la France de l'Ouest sous la Troisième République. 102 cartes et croquis, 1 carte hors texte, Paris, A. Colin, 1913 ; réimp. Genève/Paris/Gex, Slatkine Reprints, 1980; réimp. Paris, Impr. nationale éditions, 1995; reimp, Bruxelles, Éditions de l'Université de Bruxelles, 2010.
- Vers un Ordre économique et social, Eugène Mathon 1860—1935 : sa vie, ses idées, ses œuvres, with Henry-Louis Dubly, Paris, [s.n.], 1946
- Vocation de Pont-à-Mousson, Nancy, 1957
- Voyage aux Indes, Paris, Colin, 1951.
- Vue générale de la Méditerranée, Paris, Gallimard 1943